# Gare de Bernières-le-Patry
La gare de Bernières-le-Patry est une ancienne gare ferroviaire française de la ligne d'Argentan à Granville, située sur le territoire de la commune de Bernières-le-Patry, dans le département du Calvados, en région Normandie.

## Situation ferroviaire
Établie à 185 m d'altitude, la gare de Bernières-le-Patry est située au point kilométrique (PK) 61,521 de la ligne d'Argentan à Granville, entre les gares ouvertes de Flers et de Vire. Autrefois, avant ces deux précédentes gares se trouvaient les gares de Montsecret - Vassy et de Viessoix.